# Bigger Than Us (film)
Pour les articles homonymes, voir Bigger Than Us.
Pour plus de détails, voir Fiche technique et Distribution.
Bigger Than Us est un film documentaire français réalisé par Flore Vasseur, co-produit par Marion Cotillard et sorti en 2021. Le film a été présenté en première mondiale dans la section « Le cinéma pour le climat » lors du Festival de Cannes 2021,. Il a été nommé à la cérémonie des César pour le meilleur film documentaire en 2022. Sa bande-son comprend quatorze musiques originales créées par Rémi Boubal. En France, son box office était de 151 629 entrées au total, entre le 22 septembre et le 22 décembre 2021.

## Synopsis
Le documentaire suit principalement Melati Wijsen, une activiste climatique indonésienne de 18 ans. Melati forme un groupe avec six autres adolescents et jeunes adultes activistes de différents pays, et ils luttent ensemble pour les droits humains, le climat, la liberté d'expression, la justice sociale, l'accès à l'éducation ou l'alimentation. Le film a pour vocation de présenter des actions positives et concrètes pour encourager les spectateurs à en faire de même sans se renfermer dans le nihilisme, particulièrement les jeunes, et au contraire leur donner la force de se battre contre les injustices,.
- Melati Wijsen et sa sœur Isabel sont connues pour avoir mobilisé la population contre la pollution plastique des plages de Bali.
- Xiuhtezcatl Martinez utilise sa musique pour dénoncer les conditions des natifs aux Etats-Unis ainsi que le puisement d'énergies fossiles sur les terres indigènes.
- Memory Banda lutte contre les mariages forcés de jeunes filles au Malawi, et a réussi à rehausser la majorité de 15 à 18 ans dans son pays.
- René Silva se bat contre les inégalités et les préjugés dont souffrent les communautés des Favelas de Rio de Janeiro au Brésil.
- Mohamad Al Jounde a construit une école pour accueillir et instruire les enfants qui vivent dans les camps de réfugiés à la frontière entre Liban et Syrie.
- Winnie Tushabe veut garantir la sécurité alimentaire en Ouganda, en diffusant la permaculture à des agriculteurs et agricultrices pour survivre sur des sols ravagés par les pesticides.
- Mary Finn est membre d'une association humanitaire en Grèce, et participe à des opérations de sauvetage en mer de réfugiés[5],[3].

## Financement et impact du film
Le film est basé sur une campagne de Financement participatif, débutée en mars 2019 part une vidéo youtube et fermée le 19 avril 2019. Le financement fut un succès majeur avec une levée de fond à hauteur de 106 753€, soit plus de 142% pour un objectif initial de 75 000€. Plus de 1000 contributeurs ont permis le financement, via le site Ulule. Le film a été vu par plus de 150 000 élèves dans le cadre de 4500 projections citoyennes (organisées par des ONGs, des professeurs, des collectivités etc).

## Fiche technique
- Titre : Bigger Than Us
- Réalisation : Flore Vasseur
- Scénario : Flore Vasseur
- Assistantes Réalisation : Dorothée Martin, Anouk Aflalo-Doré
- Photographie : Christophe Offenstein
- Son : Jean-Luc Audy
- Montage : Aurélie Jourdan
- Musique : Rémi Boubal
- Production :  Elzévir Films
- Producteurs : Denis Carot, Marion Cotillard, Ludovic Dardenay, Flore Vasseur
- SOFICA : Cinémage 14, Cinéventure 5
- Pays :  France
- Genre : documentaire
- Durée : 95 minutes
- Date de sortie[7] : France : 10 juillet 2021 (Festival de Cannes 2021)[1],[8]; 22 septembre 2021 (sortie nationale)

## Distribution
- Melati Wijsen : elle-même[9]
- Xiuhtezcatl Martinez : lui-même
- Memory Banda : elle-même
- Rene Silva : lui-même
- Mohamad Al Jounde : lui-même
- Mary Finn : elle-même

## Distinctions

### Nomination
- César 2022 : Meilleur film documentaire[10]

### Sélection
- Festival de Cannes 2021 (sélection de la section « Le cinéma pour le climat »)[11]